# Guldpokalen i folkbåt
Guldpokalen i folkbåt är en kappsegling i folkbåt som arrangeras varje år i Sverige, Danmark eller Tyskland. När en klubb vunnit pokalen, som är i guld, ett antal gånger så erövrar klubben den för alltid. Det har hänt två gånger, Köpenhamns Amatörseglarklubb vann 1974 och Kerteminde SK vann 1982. Båda klubbarna har dock återuppsatt pokalen.

## Vinnare
| År   | Ort         | Guld                                                                                                | Silver                                                                                        | Brons                                                                                               |
| 1963 | Travemünde  | Daddel (GER 105), GER Bruno Splieth, Kieler YC Heinrich Dahlinger Frieder Heinzel                   |                                                                                               | |
| 1964 | Köpenhamn   | Tine (DEN 307), DEN Peter Michael Larsen, Taarbæk SK Poul Jensen Michael Lauersen                   |                                                                                               | |
| 1965 | Köpenhamn   | Miki IV (DEN 250), DEN Sven Mik-Meyer, Skovshoved SK Jørgen Mik-Meyer Poul Mik-Meyer                |                                                                                               | |
| 1966 | Köpenhamn   | Tine (DEN 307), DEN Peter Michael Larsen, Taarbæk SK Poul Jensen Michael Lauersen                   |                                                                                               | |
| 1967 | Travemünde  | Helle (DEN 431), DEN Claus Hjorth, KAS Ove Hjorth Karsten Ask                                       |                                                                                               | |
| 1968 | Fredericia  | Helle (DEN 431), DEN Claus Hjorth, KAS Ove Hjorth Karsten Ask                                       |                                                                                               | |
| 1969 | Travemünde  | Helle (DEN 431), DEN Claus Hjorth, KAS Ove Hjorth Karsten Ask                                       |                                                                                               | |
| 1970 | Travemünde  | Helle (DEN 431), DEN Claus Hjorth, KAS Ove Hjorth Karsten Ask                                       |                                                                                               | |
| 1971 | Travemünde  | Helle (DEN 431), DEN Claus Hjorth, KAS Ove Hjorth Karsten Ask                                       |                                                                                               | |
| 1972 | Horsens     | Solita (DEN 560), DEN Knud Andreasen, Kerteminde SK John Christensen Frits Busch                    |                                                                                               | |
| 1973 | Travemünde  | Sol-lie (GER 206), GER Andreas Christansen, Flensburg SC Knud Christiansen Andreas St. Christiansen |                                                                                               | |
| 1974 | Kiel        | Nup (DEN 607), DEN Flemming Hansen, KAS Per Christensen Niels Jørgen Jensen                         |                                                                                               | |
| 1975 | Kerteminde  | Tibbe (DEN 541), DEN Erik Andreasen, Kerteminde SK Jørgen Knudsen Christen Kold                     |                                                                                               | |
| 1976 | Köpenhamn   | Tibbe (DEN 541), DEN Erik Andreasen, Kerteminde SK Jørgen Knudsen Poul Ankjær                       |                                                                                               | |
| 1977 | Kiel        | Nup (DEN 607), DEN Flemming Hansen, KAS Niels Andersen Bent Christensen                             |                                                                                               | |
| 1978 | Malmö       | Skruff (SWE 1212), SWE Peter Sohl, Sölvesborgs SS Per-Arne Johansson Anders Nilsson                 |                                                                                               | |
| 1979 | Snaptun     | Solita (DEN 560), DEN Knud Andreasen, Kerteminde SK Frits Busch Kim Larsen                          |                                                                                               | |
| 1980 | Kiel        | Wood-y (DEN 687), DEN Henrik Kold, Kerteminde SK Sandeep Sander Flemming Kold                       |                                                                                               | |
| 1981 | Kerteminde  | Tibbe Tit (DEN 788), DEN Erik Andreasen, Kerteminde SK Jørn Knudsen Carl Ove Dydensborg             |                                                                                               | |
| 1982 | Simrishamn  | Solita (DEN 560), DEN Knud Andreasen, Kerteminde SK Henrik Kold Eddy Unglaub                        |                                                                                               | |
| 1983 | Kerteminde  | Kristine (DEN 805), DEN Henrik Sørensen, Roskilde SK John Skjoldby Petersen Carsten Rye Hansen      |                                                                                               | |
| 1984 | Flensburg   | Mareike (GER 539), GER Horst Dittrich, SC Eckernförde Hartvig Sulkiewiez Peter Lehr                 |                                                                                               | |
| 1985 | Kalø Vig    | Swallow (DEN 633), DEN Torben Olesen, Egå SK Jan Marcussen Morten F Jensen                          |                                                                                               | |
| 1986 | Eckernförde | Kaos (DEN 797), DEN Kaj Funder Nielsen, Gråsten SK Ib Funder Nielsen Lars B Poulsen                 |                                                                                               | |
| 1987 | Lynæs       | Sagitta (GER 299), GER Walter Muhs, Schleswig SV Norbert Jürgensen Hans-Jorgen Duggen               |                                                                                               | |
| 1988 | Kiel        | Daddys Girl (DEN 865), DEN Christen Kold, Kerteminde SK Jens Kold Mogens Finks                      |                                                                                               | |
| 1989 | Egå         | Tenny (DEN 958), DEN Henrik Kold, Kerteminde SK Tenna Pedersen Benny Pedersen                       |                                                                                               | |
| 1990 | Travemünde  | Lord Jim (GER 574), GER Horst Schultze, Kieler YC Peter Przywarra Karl Rath                         |                                                                                               | |
| 1991 | Åbenrå      | Chess (DEN 1046), DEN Henrik Kold, Kerteminde SK Søren Hansen Jan Braarup                           |                                                                                               | |
| 1992 | Kiel        | Voila (DEN 1071), DEN Erik Andreasen, Kerteminde SK Lotte Andreasen Poul Ankjær                     |                                                                                               | |
| 1993 | Kerteminde  | Chess (DEN 1046), DEN Henrik Kold, Kerteminde SK Fleming Kold Jan Braarup                           |                                                                                               | |
| 1994 | Malmö       | Voila (DEN 1071), DEN Erik Andreasen, Kerteminde SK Lotte Andreasen Poul Ankjær                     |                                                                                               | |
| 1995 | Warnemünde  | Arosia (DEN 856), DEN Jesper Bendix, Fredericia SK Jacob Grønbech Jesper Baungaard                  |                                                                                               | |
| 1996 | Rudkøbing   | Chess (DEN 1013), DEN Henrik Kold, Kerteminde SK Claus Schou Nielsen Anders Wibung                  |                                                                                               | |
| 1997 | Thisted     | Team (DEN 890), DEN Peter Due, Egå SK Morgens Pedersen Kurt M Petersen                              |                                                                                               | |
| 1998 | Travemünde  | Marquisen (DEN 951), DEN Torben Olesen, Egå SK Lars Dahlbøge Palle Hemdorrf                         |                                                                                               | |
| 1999 | Årösund     | Amadeus (DEN 990), DEN Theis Palm, Haderslev SC Svend Nielsen Søren Nielsen                         |                                                                                               | |
| 2000 | Eckernförde | Ylva (GER 739), GER Ulf Kipcke, Kieler YC Dieter Kipcke Gero Martens                                |                                                                                               | |
| 2001 | Halmstad    | Liselotte (DEN 1119), DEN Erik Andreasen, Kerteminde SK Lotte Andreasen Kurt Lange                  |                                                                                               | |
| 2002 | Fredericia  | Joker (DEN 871), DEN Per Jørgensen, Kolding SK Lars Jørgensen Kjeld Hansen                          |                                                                                               | |
| 2003 | Åbenrå      | Can-Can (DEN 826), DEN Per Hovmark, Thisted SK Søren Bredal Schultz Claus Lauritsen                 | Stampe (DEN 703), DEN Christian Thomsen, Kolding SK Henrik Holk Torben Lissau                 | Cirkeline (DEN 873), DEN Tom Carlsen, Sundby SF Søren Ejsenhardt Palle Wulf Larsen                  |
| 2004 | Niendorf    | Can-Can (DEN 826), DEN Per Hovmark, Thisted SK Søren Bredal Schultz Claus Lauritsen                 | Le rou (GER 721), GER Cristoph Nielsen, SV03 Torben Dehn Rolf Lange                           | Madonna (DEN 1029), DEN Heines Nielsen, Kolding SK Erik Madsen Hans Henrichsen                      |
| 2005 | Malmö       | Can-Can (DEN 826), DEN Per Hovmark, Thisted SK Søren Bredal Schultz Claus Lauritsen                 | Boat name (DEN 841), DEN Brian Frisendahl, Sundby SF Jan Knudsen Henrik Green                 | Boat name (DEN 1131), DEN Erik Andreasen, Kerteminde SK Erik Køster Mogens Pedersen                 |
| 2006 | Bogense     | Geppeline (DEN 926), DEN Per Buch, KS Hans Schultz Peter Jørgsholm                                  |                                                                                               | |
| 2007 | Kerteminde  | SIF (DEN 994), DEN Søren Kästel, Skælskør Amatør Sejlklub NN NN                                     | Can-Can (DEN 826), DEN Per Hovmark, Thisted SK Søren Bredal Schultz Claus Lauritsen           | Astrea (DEN 959), DEN Lars Tjørnvig, Kolding SK NN                                                  |
| 2008 | Glücksburg  | SIF (DEN 994), DEN Søren Kästel, Skælskør Amatør Sejlklub Jens Löppenthin Karl-Erik Svare Nielsen   | Chiquita (GER 658), GER Cristoph Nielsen, SV03 Torben Dehn Krzysztof Paschke                  | Ylva (GER 739), GER Ulf Kipcke, KYC Dieter Kipcke Gero Martens                                      |
| 2009 | Marstrand   | Chiquita (GER 658), GER Cristoph Nielsen, SV03 Torben Dehn Krzysztof Paschke                        | Geppeline (DEN 926), DEN Per Buch, KS Hans Schultz Peter Jørgsholm                            | Olfert (DEN 930), DEN Heines Nielsen, Kolding SK Helmuth Schwarz Ole Mathiesen                      |
| 2010 | Skælskør    | Chiquita (GER 658), GER Cristoph Nielsen, SV03 Torben Dehn Finn Felsberg                            | Jule (GER 764), GER Stefan Schneider, SpYC Günter Dörband Frank Peter Thieme                  | Joker (DEN 871), GER Udo Pflüger, VSaW Lars Jensen Susanne Pflüger                                  |
| 2011 | Travemünde  | Jule (GER 764), GER Stefan Schneider, SpYC Günter Dörband Frank Peter Thieme                        | Chiquita (GER 658), GER Cristoph Nielsen, SV03 Torben Dehn Finn Felsberg                      | Paula (GER 466), GER Walther Furthmann, YCS Hans-Christian Mrowka Richard Mühe                      |
| 2012 | Sandhamn    | Geppeline (DEN 926), DEN Per Buch, KS Hans Schultz Peter Puck                                       | Chiquita (GER 658), GER Cristoph Nielsen, SV03 Gunter May Klaus Reichenberger                 | SIF (DEN 994), DEN Søren Kästel, Skælskør Amatør Sejlklub Jens Löppenthin Karl-Erik Svare Nielsen   |
| 2013 | Niendorf    | Cirkeline (DEN 952), DEN Søren Kæstel, Hellerup Sejlklub Erik Andersen Johannes E. Olsen            | Paula (GER 466), GER Walther Furthmann, YCS Gunnar Ceccotti Anna Pfau                         | Kong Fus (DEN 952), DEN Køster, Erik, Kolding Sejlklub                                              |
| 2014 | Kerteminde  | Tibbe Tit (DEN 841), DEN Brian Frisendahl, Sundby Sejlforening Michael Empacher Claus Nygaard       | ALPI (DEN 850), DEN Flemming Palm, Kerteminde SK Thomas Bastrup Søren Nissen                  | hasta la vista (GER 564), GER Sönke Durst, Laboer Regattaverein Karsten Butze Bredt Marc Rokicki    |
| 2015 | Warnemmünde | Ylva (GER 739), GER Ulf Kipcke, Kieler Yacht-Club Dieter Kipcke Peer Jansen                         | Tibbe Tit (DEN 841), DEN Brian Frisendahl, Sundby Sejlforening Michael Empacher Claus Nygaard | La Pampri2 (FIN 348), FIN Herman Saari, Saaristomeren Purjehdusseura Aleksi Lehtonen Thomas Hacklin |
| 2016 | Helsingfors | Kajka (SWE 55), DEN Per jørgensen, Kolding Sejlklubb                                                | Gisti (DEN 1130), DEN Ditte Andreasen, Sundby Sejlforening (DEN)                              | hasta la vista (GER 564), GER Sönke Durst, Laboer Regattaverein                                     |